# Palau d'Artaza
El palau d'Artaza és un palau situat al barri d'Artaza de Leioa, Biscaia, País Basc. Va ser projectat el 1914 per l'arquitecte Manuel María Smith per a l'industrial Víctor Chávarri i Anduiza. L'edifici està dissenyat a l'estil Reina Ana i és considerat per molts experts com un dels millors edificis de Smith.
L'edifici està dividit en diversos trams, la zona principal, l'àrea de servents, la zona de convidats, la zona per a nens i la capella. Al voltant del palau principal es van aixecar altres estructures, on hi havia les pistes de tennis i el camp de croquet. El 1989 el Govern Basc va comprar l'edifici per a ús per la Lehendakaritza i avui dia els jardins dels voltants del palau són públics.